# Haaposaari (ö i Norra Karelen, Joensuu, lat 62,69, long 29,17)
Haaposaari är en ö i Finland. Den ligger i sjön Viinijärvi och i kommunen Libelits i den ekonomiska regionen  Joensuu ekonomiska region  och landskapet Norra Karelen, i den sydöstra delen av landet, 400 km nordost om huvudstaden Helsingfors. Öns area är 1,9 hektar och dess största längd är 200 meter i sydöst-nordvästlig riktning.